# Декларация на емигрантските македонски организации (1940)
Декларацията на емигрантските македонски организации в България от 15 юли 1940 година е документ, който отразява промяната на целта на емигрантската част от македонското освободително движение в годините на Втората световна война - от автономия за Македония и Одринско и Независима Македония към присъединяване на Македония към България. Декларацията е подписана от името на Македонските културно просветни братства, Македонския научен институт, Илинденската организация, Съюза на македоно-одринските опълченски дружества и Македонския женски съюз.
Декларацията гласи:
| „ | Управителните съвети на Съюза на македонските културно-просветни братства в България, на Македонския научен институт, на Илинденската организация, на Македоно-одринското опълчение и на Македонския женски съюз считат за свой дълг да направят следната декларация: Свободната част на българския народ и българите от и в Македония са дали безброй кървави жертви в многобройните въстания и във войните за освобождение на Македония от турското, а впоследствие от сръбското и от гръцкото иго. Ето защо днес, когато съдбините и политическите граници на народите в Европа ще се определят за столетия, ние считаме, че Македонският въпрос трябва да се постави за разрешение пред меродавните фактори в България и в чужбина така: Македония, целокупна и неделима в нейните географски граници, да се прибере към майката отечество България, като не се допусне никакъв дележ. 15 юли 1940 г. - Председател на Макед. културно-просв. и благотв. братства Коста Николов, генерал о. з. - Председ.на Македон. науч. институт проф. Н. Стоянов - Председ. Илинденската организация Лазар Томов - Председ. на Съюзна на македоно-одринските опълченски дружества Милан К. Дамянов - Председ. на Македон. женски съюз д-р Злата Сарафова | “ |